# 300승 클럽

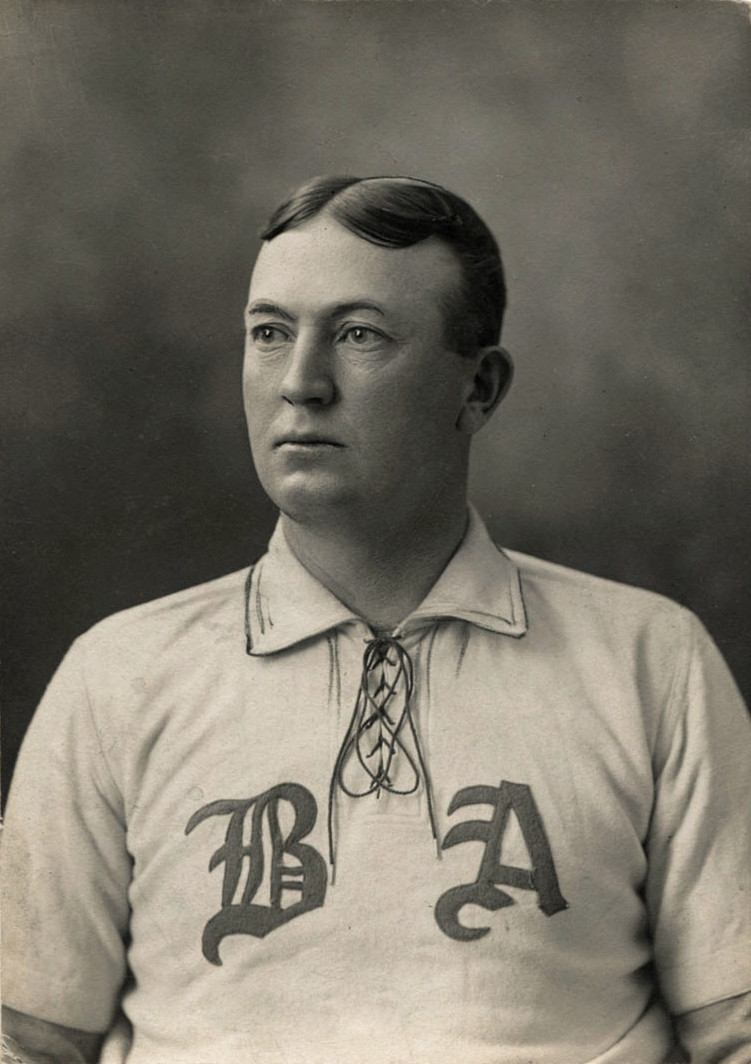
사이 영은 역대 다승 순위에서 1위이다.

메이저 리그 베이스볼에서 300승 클럽(300 win club)에는 300승 혹은 그 이상을 올린 투수들이 가입되어 있다. 지금까지 24명의 투수가 이 기록을 달성했다. 프로 야구 초창기에는 투수가 타자보다 유리했던 여러 규칙이 있었는데, 투수가 공을 던지는 자리에서 홈플레이트까지의 거리는 현재보다 짧았으며, 투수들은 공의 궤적을 까다롭게 하기 위해 이물질을 사용할 수 있었다. 처음으로 300승을 달성한 투수는 1888년의 퍼드 갤빈이다. 19세기에 활동했던 선수들 중 7명(갤빈, 사이 영, 키드 니콜스, 팀 키프, 존 클락슨, 찰스 래드번, 그리고 미키 웰치)이 이 클럽에 가입했고, 20세기의 첫 25년 동안 4명의 투수(크리스티 매슈슨, 월터 존슨, 에디 플랭크, 그리고 그로버 클리블랜드 알렉산더)가 이 클럽에 추가로 가입했다. 역대 다승 1위의 기록은 영의 511승으로서, 이 기록은 현재에도, 그리고 앞으로도 절대 깨지지 않을 것으로 보인다. 현대 야구에서 투수가 25시즌 동안 매년 20승을 거둔다고 하더라도, 영의 기록에는 11승이 모자란다.
1924년부터 1982년까지 오직 세 명의 투수(레프티 그로브, 워런 스판, 얼리 윈)만이 300승 클럽에 가입했는데, 이렇게 줄어든 이유는 스핏볼의 금지, 밥 펠러와 같은 선수들의 제2차 세계 대전 참전, 경기에서 홈런의 중요성이 늘어난 것 등 여러 가지 요소로 설명될 수 있다. 홈런이 흔해지면서, 투수에게 신체적이고 정신적인 요구가 더욱 높아졌으며, 이는 4인 선발 로테이션의 사용을 불러왔다. 1982년부터 1990년까지 6명의 선수(게일로드 페리, 필 니크로, 스티브 칼턴, 놀런 라이언, 돈 서턴, 그리고 톰 시버)가 300승 클럽에 더 가입했다. 이 투수들은 분업으로 인한 구원투수의 증가와 확장된 스트라이크 존, 그리고 투수에게 유리하고 타자에게 불리한 새로운 구장들(셰이 스타디움, 다저 스타디움, 그리고 애스트로돔)의 도움을 받았다. 또한, 훈련 방법과 토미 존 수술과 같은 스포츠 의학에서의 발전은 선수들로 하여금 더 오랜 시간 동안 더 경쟁적인 수준을 유지할 수 있게 했다. 그 예들 중 하나로, 랜디 존슨의 경우 20대에 기록했던 승수보다 40대에 쌓아올린 승수가 더 많다.
1990년대 이후로는 오직 네 명의 투수, 로저 클레멘스, 그레그 매덕스, 톰 글래빈, 그리고 존슨만이 300승 클럽에 가입했다. 20세기 후반부터 달라진 경기의 양상은 300승의 도달을 더욱 어렵게 하고 있으며, 심지어 20세기 중반보다도 어렵다. 4인 선발 로테이션은 5인 선발 로테이션으로 변화되었으며, 이는 투수가 더 많은 승수를 쌓기 어렵게 만드는 한 요인이 되고 있다. 파업으로 시즌이 줄어들었던 기간을 제외하고, 2006년 처음으로 20승 투수가 나오지 않았다. 2009년에도 다시 이와 같은 일이 일어났다.
300승은 야구 명예의 전당에 들어갈 수 있는 보증 수표처럼 여겨지는데, 이 투수들이 클레멘스를 제외하고 모두 명예의 전당에 올랐기 때문이다. 클레멘스만이 지난 2013년 명예의 전당 투표에서 첫 후보로 올라 입성 요건에 절반에만 해당하는 표를 얻었고, 다음해에는 더 적은 표를 받았다. 그는 경기력 향상 약물 사용에 연루되어 있기 때문에 입성 여부가 불확실하다. 명예의 전당에 들어가기 위해서는 '은퇴한지 5년이 지나'거나 사망한지 최소 6개월 이상이어야 한다. 많은 야구 기자들과 통계학자들은 가까운 미래에 이 클럽에 가입하는 선수는 거의 없을 것이라고 장담하고 있다. 300승 클럽 가입자 중 10명은 3000 탈삼진 클럽에도 가입되어 있다.

## 설명

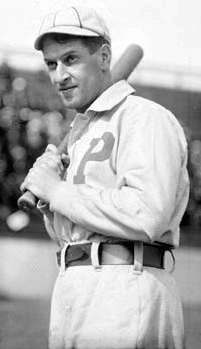
키드 니콜스는 30세의 나이로 300승을 달성한 가장 어린 투수이다.

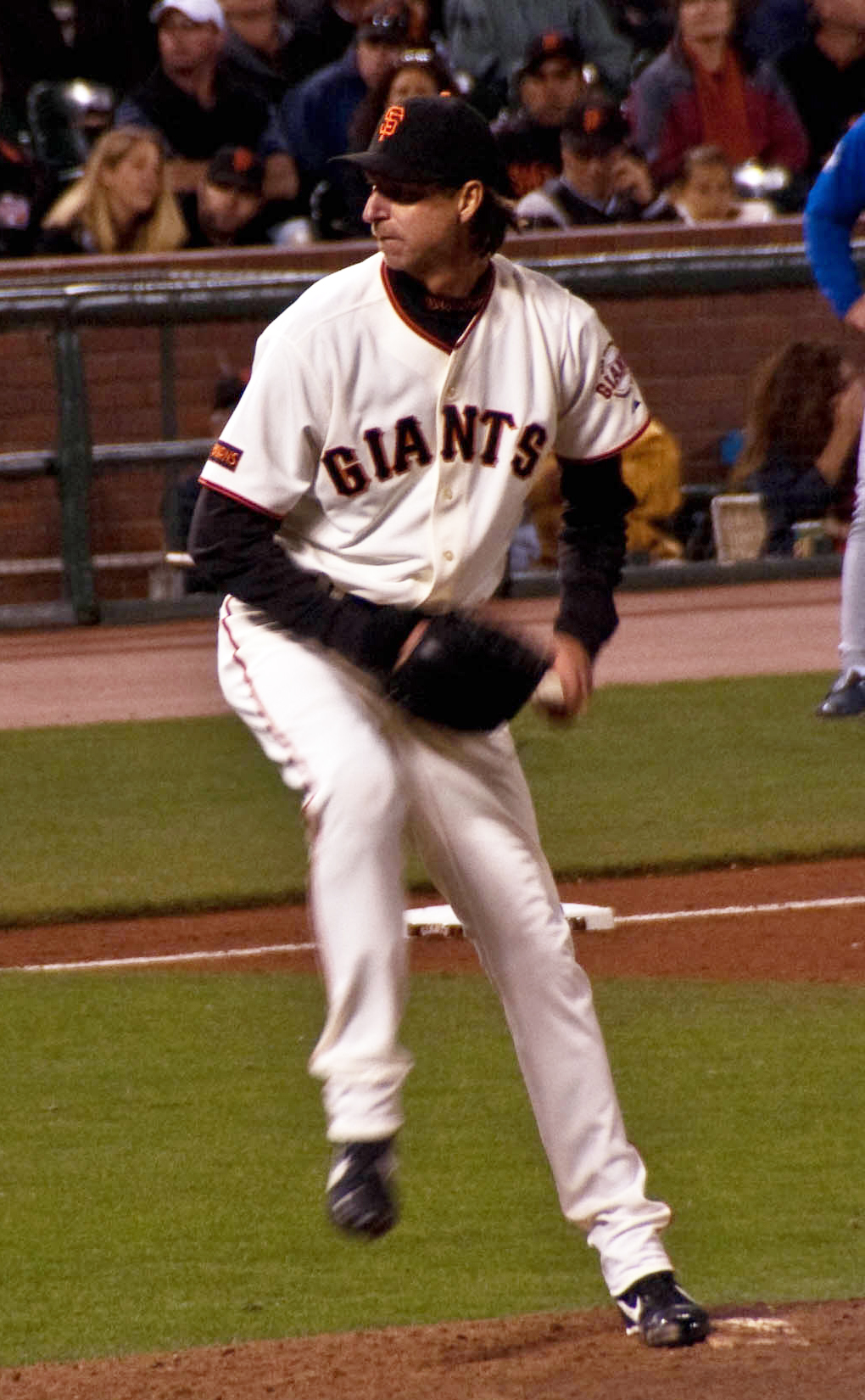
랜디 존슨은 가장 최근에 300 승 클럽에 가입한 선수이다.

| 선수 | 선수의 이름                  |
| 승   | 통산 승수                    |
| 날짜 | 300승을 달성한 날짜          |
| 팀   | 300승을 달성했을 때 소속 팀  |
| 시즌 | 메이저 리그에서 뛰었던 기간  |
| 칼표 | 미국 야구 명예의 전당 헌액자 |

## 회원
| 선수                       | 승  | 날짜            | 팀                              | 시즌            | 각주   |
| -------------------------- | --- | --------------- | ------------------------------- | --------------- | ------ |
| 사이 영                    | 511 | 1901년 7월 12일 | 보스턴 아메리칸스               | 1890–1911       | [ 22 ] |
| 월터 존슨                  | 417 | 1920년 5월 14일 | 워싱턴 세너터스                 | 1907–1927       | [ 23 ] |
| 그로버 클리블랜드 알렉산더 | 373 | 1924년 9월 20일 | 시카고 컵스                     | 1911–1930       | [ 24 ] |
| 크리스티 매슈슨            | 373 | 1912년 6월 13일 | 뉴욕 자이언츠                   | 1900–1916       | [ 25 ] |
| 퍼드 갤빈                  | 365 | 1888년 9월 4일  | 피츠버그 앨러게이니스           | 1875–1892       | [ 26 ] |
| 워런 스판                  | 363 | 1961년 8월 11일 | 밀워키 브레이브스               | 1942–1965       | [ 27 ] |
| 키드 니콜스                | 361 | 1900년 7월 7일  | 보스턴 비니터스                 | 1890–1906       | [ 28 ] |
| 그레그 매덕스              | 355 | 2004년 7월 7일  | 시카고 컵스                     | 1986–2008       | [ 29 ] |
| 로저 클레멘스              | 354 | 2003년 6월 13일 | 뉴욕 양키스                     | 1984–2007       | [ 30 ] |
| 팀 키프                    | 342 | 1890년 6월 4일  | 뉴욕 자이언츠 (플레이어스 리그) | 1880–1893       | [ 31 ] |
| 스티브 칼턴                | 329 | 1983년 9월 23일 | 필라델피아 필리스               | 1965–1988       | [ 32 ] |
| 존 클락슨                  | 328 | 1892년 9월 21일 | 클리블랜드 스파이더스           | 1882–1894       | [ 33 ] |
| 에디 플랭크                | 326 | 1915년 9월 11일 | 세인트루이스 테리어스           | 1901–1917       | [ 34 ] |
| 놀런 라이언                | 324 | 1990년 7월 31일 | 텍사스 레인저스                 | 1966, 1968–1993 | [ 35 ] |
| 돈 서턴                    | 324 | 1986년 6월 18일 | 캘리포니아 에인절스             | 1966–1988       | [ 36 ] |
| 필 니크로                  | 318 | 1985년 10월 6일 | 뉴욕 양키스                     | 1964–1987       | [ 37 ] |
| 게일로드 페리              | 314 | 1982년 5월 6일  | 시애틀 매리너스                 | 1962–1983       | [ 38 ] |
| 톰 시버                    | 311 | 1985년 8월 4일  | 시카고 화이트삭스               | 1967–1986       | [ 39 ] |
| 찰스 래드번                | 309 | 1891년 6월 2일  | 신시내티 레즈                   | 1880–1891       | [ 40 ] |
| 미키 웰치                  | 307 | 1890년 7월 28일 | 뉴욕 자이언츠                   | 1880–1892       | [ 41 ] |
| 톰 글래빈                  | 305 | 2007년 8월 5일  | 뉴욕 메츠                       | 1987–2008       | [ 42 ] |
| 랜디 존슨                  | 303 | 2009년 6월 4일  | 샌프란시스코 자이언츠           | 1988–2009       | [ 43 ] |
| 얼리 윈                    | 300 | 1963년 7월 13일 | 클리블랜드 인디언스             | 1939–1963       | [ 44 ] |
| 레프티 그로브              | 300 | 1941년 7월 25일 | 보스턴 레드삭스                 | 1925–1941       | [ 45 ] |

## 같이 보기
- 3000 탈삼진 클럽
- 300 세이브 클럽

## 주해
1. ↑  야구공에 변형을 가하는 것은 금지되었지만, 300승 투수이자 명예의 전당 헌액자인 돈 서턴과 게일로드 페리는 이러한 행동을 했던 것으로 의심받고 있다.[4]

## 참조
일반
- “Career Leaders & Records for Wins”. 《Baseball-Reference.com》. 2010년 8월 6일에 확인함.
- “300 Wins Club”. 《Baseball-Almanac.com》. Baseball Almanac. 2010년 7월 26일에 원본 문서에서 보존된 문서. 2010년 8월 6일에 확인함.

세부
1. 1 2 3 4 5  Amore, Don (2003년 6월 16일). “Breaking Down The 300 Club”. 《Hartford Courant》. 2013년 1월 20일에 원본 문서에서 보존된 문서. 2012년 8월 3일에 확인함.
2. 1 2 3 4 5  Barra, Allen (2003년 5월 26일). “Baseball; 300-Victory Club Becomes Tougher to Join”. 《The New York Times》. 2013년 1월 30일에 원본 문서에서 보존된 문서. 2012년 5월 9일에 확인함.
3. ↑  Harkins, Bob (2011년 9월 27일). “Not all records are made to be broken”. 《NBCSports.com》. 2013년 1월 4일에 원본 문서에서 보존된 문서. 2012년 9월 20일에 확인함.
4. ↑  Chass, Murray (1979년 6월 26일). “John, Perry, Sutton spitball suspected”. 《Star-News》. The New York Times News Service. 2012년 6월 27일에 확인함.
5. ↑  Verducci, Tom (2001년 7월 18일). “Maddux's march toward history”. 스포츠 일러스트레이티드. 2013년 1월 19일에 원본 문서에서 보존된 문서. 2012년 6월 27일에 확인함.
6. ↑  Remington, Alex (2010년 4월 9일). “Presenting the Tommy John All-Stars”. 《Yahoo! Sports》 (Yahoo!). 2012년 7월 20일에 원본 문서에서 보존된 문서. 2012년 6월 27일에 확인함.
7. ↑  Rose, Patrick (2009년 6월 1일). “Big Unit Approaches Big Number: Next Up, No. 300”. The Victoria Advocate. Associated Press. 2016년 10월 10일에 확인함.[깨진 링크(과거 내용 찾기)]
8. ↑  Singer, Tom (2009년 6월 5일). “Johnson could close out the 300 club”. 《MLB.com》. 2016년 10월 1일에 원본 문서에서 보존된 문서. 2012년 9월 8일에 확인함.
9. ↑  Newman, Mark (2009년 10월 3일). “MLB denied 20-game winner in '09”. 《MLB.com》. 2016년 10월 1일에 원본 문서에서 보존된 문서. 2012년 8월 3일에 확인함.
10. ↑  Sessa, Danielle (2007년 3월 30일). “Mets' Glavine Nears 300 Wins, With Only Johnson, Mussina Close”. Bloomberg. 2013년 1월 18일에 원본 문서에서 보존된 문서. 2012년 6월 27일에 확인함.
11. ↑  “Yankees, Henderson continuing talks”. 《Record-Journal》. United Press International. 1984년 12월 8일. 9면. 2012년 6월 27일에 확인함.
12. ↑  Weir, Tom (1998년 1월 2일). “3,000 hits, 500 HRs, 300 wins just about guarantee Hall entry”. 《USA Today》. 14.C면. 2013년 1월 31일에 원본 문서에서 보존된 문서. 2012년 6월 27일에 확인함.(구독 필요)
13. 1 2  Kurkjian, Tim (2007년 8월 5일). “Glavine Could be Last to Reach 300 for Years”. 《ESPN The Magazine》. 2012년 7월 23일에 원본 문서에서 보존된 문서. 2012년 4월 16일에 확인함.
14. ↑  “2013 Hall of Fame Vote a Shutout” (보도 자료). National Baseball Hall of Fame and Museum. 2013년 1월 9일. 2013년 1월 11일에 원본 문서에서 보존된 문서. 2013년 1월 9일에 확인함.
15. ↑  “Maddux, Glavine, Thomas to HOF”. ESPN.com. 2014년 1월 8일. 2014년 1월 8일에 원본 문서에서 보존된 문서. 2014년 1월 11일에 확인함.
16. ↑  Kurkjian, Tim (2012년 1월 9일). “Whopper of a list of names await in 2013”. 《ESPN.com》. 2014년 11월 1일에 원본 문서에서 보존된 문서. 2012년 5월 11일에 확인함. But Clemens is, after [Barry] Bonds, the next face of the steroid era. He has been charged with lying before Congress about his use of performance-enhancing drugs. He has no chance to make it to Cooperstown next year, or for many, many years to come.
17. ↑  “Rules for Election”. National Baseball Hall of Fame. 2010년 5월 30일에 원본 문서에서 보존된 문서. 2010년 6월 21일에 확인함.
18. ↑  Bierman, Fred (2009년 5월 9일). “Johnson Is Next, and Possibly Last, in Line to Win 300”. 《The New York Times》. 2012년 7월 8일에 원본 문서에서 보존된 문서. 2012년 4월 16일에 확인함.
19. ↑  Bishop, Greg (2009년 6월 2일). “Johnson Quietly Nears a Defining Moment”. 《The New York Times》. 2012년 9월 4일에 원본 문서에서 보존된 문서. 2012년 4월 16일에 확인함.
20. ↑  “Career Leaders & Records for Strikeouts”. 《Baseball-Reference.com》. 2012년 6월 27일에 확인함.
21. ↑  O'Malley, John J. “Nichols Youngest to Win 300: "Kid" in More Ways than Won”. Society for American Baseball Research. 2012년 3월 4일에 원본 문서에서 보존된 문서. 2012년 9월 20일에 확인함.
22. ↑  “Cy Young Statistics and History”. 《Baseball-Reference.com》. 2010년 8월 7일에 확인함.
23. ↑  “Walter Johnson Statistics and History”. 《Baseball-Reference.com》. 2010년 8월 7일에 확인함.
24. ↑  “Pete Alexander Statistics and History”. 《Baseball-Reference.com》. 2010년 9월 6일에 원본 문서에서 보존된 문서. 2010년 8월 7일에 확인함.
25. ↑  “Christy Mathewson Statistics and History”. 《Baseball-Reference.com》. 2010년 8월 7일에 확인함.
26. ↑  “Pud Galvin Statistics and History”. 《Baseball-Reference.com》. 2010년 8월 7일에 확인함.
27. ↑  “Warren Spahn Statistics and History”. 《Baseball-Reference.com》. 2010년 8월 7일에 확인함.
28. ↑  “Kid Nichols Statistics and History”. 《Baseball-Reference.com》. 2010년 8월 7일에 확인함.
29. ↑  “Greg Maddux Statistics and History”. 《Baseball-Reference.com》. 2010년 8월 7일에 확인함.
30. ↑  “Roger Clemens Statistics and History”. 《Baseball-Reference.com》. 2010년 8월 7일에 확인함.
31. ↑  “Tim Keefe Statistics and History”. 《Baseball-Reference.com》. 2010년 8월 7일에 확인함.
32. ↑  “Steve Carlton Statistics and History”. 《Baseball-Reference.com》. 2010년 8월 7일에 확인함.
33. ↑  “John Clarkson Statistics and History”. 《Baseball-Reference.com》. 2010년 8월 7일에 확인함.
34. ↑  “Eddie Plank Statistics and History”. 《Baseball-Reference.com》. 2010년 8월 7일에 확인함.
35. ↑  “Nolan Ryan Statistics and History”. 《Baseball-Reference.com》. 2010년 8월 7일에 확인함.
36. ↑  “Don Sutton Statistics and History”. 《Baseball-Reference.com》. 2010년 8월 7일에 확인함.
37. ↑  “Phil Niekro Statistics and History”. 《Baseball-Reference.com》. 2010년 8월 7일에 확인함.
38. ↑  “Gaylord Perry Statistics and History”. 《Baseball-Reference.com》. 2010년 8월 7일에 확인함.
39. ↑  “Tom Seaver Statistics and History”. 《Baseball-Reference.com》. 2010년 8월 7일에 확인함.
40. ↑  “Old Hoss Radbourn Statistics and History”. 《Baseball-Reference.com》. 2010년 8월 7일에 확인함.
41. ↑  “Mickey Welch Statistics and History”. 《Baseball-Reference.com》. 2010년 8월 7일에 확인함.
42. ↑  “Tom Glavine Statistics and History”. 《Baseball-Reference.com》. 2010년 8월 7일에 확인함.
43. ↑  “Randy Johnson Statistics and History”. 《Baseball-Reference.com》. 2010년 8월 7일에 확인함.
44. ↑  “Early Wynn Statistics and History”. 《Baseball-Reference.com》. 2010년 8월 7일에 확인함.
45. ↑  “Lefty Grove Statistics and History”. 《Baseball-Reference.com》. 2010년 8월 7일에 확인함.